# Фригийская группа языков
Фригийская группа — группа языков индоевропейской семьи, к которой относятся фригийский и пеонийский языки. Входит в группировку греко-фригийско-армянских языков наряду с греческой, армянской и фракийско-дакийской группами. В качестве письменности использовался греческий и (возможно частично) лидийский алфавиты. Языки группы были распространены на Балканах, во Фригии и Армении.